# 로버츠납작머리박쥐
로버츠납작머리박쥐(Sauromys petrophilus)는 큰귀박쥐과에 속하는 박쥐의 일종이다. 로버츠납작머리박쥐속(Sauromys)의 유일종이다. 아프리카 남부 지역의 토착종이다. 학명은 "바위를 좋아하는 도마뱀-쥐"라는 의미이고, 통용명은 이 종을 처음 기술한 오스틴 로버트(Austin Roberts)의 이름에서 유래했다.

## 특징
로버츠납작머리박쥐는 보통 크기의 자유꼬리박쥐로 전체 몸길이는 10cm 정도로 측정되며 꼬리 길이는 3cm, 날개 폭은 25~27cm이다. 몸무게는 9~22g이다. 연한 회색-갈색부터 검은 갈색까지 띠고, 하체 쪽은 크림색-흰색이다. 귀 모양은 타원형이고, 근연속인 모르몹테루스속(Mormopterus) 종들과 달리 머리 위에 돌출해 나와 있다. 통용명이 시사하는 바처럼, 어떤 시상능선(sagittal crest)없이 머리가 비정상적으로 납작하다. 수컷의 목에 사향분비선이 없어서 다른 많은 자유꼬리박쥐들과 구별할 수도 있다. 날개 면적은 81~97cm2이고, 가로세로 비율은 7.6~8.3이며, 날개가 받는 하중은 약 12 N/m2이다.

## 분포 및 서식지
모잠비크 서부와 짐바브웨 동부 지역부터 남아프리카공화국 북부와 서부, 보츠와나 남부 지역을 거쳐 나미비아 서부까지의 아프리카 남부 지역에서 발견되며, 앙골라 남부-서부 구석 부분에서도 서식하는 것으로 추정하고 있다. 같은 지역의 건조 사바나 지역과 지중해성 관목 식생, 암반 지대에서 서식한다.

## 습성 및 생태
야행성 동물이고, 주로 딱정벌레류와 노린재류 그리고 벌목에 속하는 곤충 등을 먹으며 물 위에서 붙잡히곤 한다. 정도는 덜하지만, 나방과 파리, 풀잠자리 등과 같은 부드러운 몸의 곤충을 먹기도 한다.